# Lyngby landskommun
Lyngby landskommun var en tidigare kommun i dåvarande Malmöhus län.

## Administrativ historik
Kommunen bildades i Lyngby socken i Bara härad i Skåne när 1862 års kommunalförordningar trädde i kraft.
Vid kommunreformen 1952 uppgick kommunen i Genarps landskommun som 1974 uppgick i Lunds kommun.

## Politik

### Mandatfördelning i Lyngby landskommun 1942-1946
| 6 | 9 |

| 14 |

| 6 | 9 |

| 15 |